# 温奎光
温奎光，四川人，清朝政治人物。举人出身。
温奎光曾接替刘郇膏任娄县知县一职，1854年由廖秩玮接任。